# Francisco de Aparicio
Francisco de Aparicio (Buenos Aires, 6 de febrero de 1892 - José C. Paz, 22 de junio de 1951) fue un arqueólogo argentino, de destacada actuación en sociedades científicas y la vida académica argentina de la primera mitad del siglo XX.

## Biografía
Siendo joven ingreso en al Facultad de Derecho y Ciencias Sociales, y luego en la de Filosofía y Letras, ambas de la Universidad de Buenos Aires. Desde joven trabajó en la administración pública, con cuyos trabajos logró costearse los estudios universitarios. En 1916 formó parte del Ateneo de Estudiantes Universitarios, participando también de la revista Ideas, primero como redactor y luego como director, donde defendió a la Reforma Universitaria iniciada en Córdoba en 1918. Se especializó luego en arqueología americana.
Fue profesor de Introducción a los Estudios Históricos y de Arqueología Americana en la Facultad de Ciencias de la Educación de la Universidad Nacional del Litoral. En el año 1927 comenzó su carrera docente en la Universidad de Buenos Aires al ser designado adscripto honorario al departamento de Arqueología del Museo Etnográfico de la Facultad de Filosofía y Letras, siendo nombrado al año siguiente Profesor suplente de Arqueología, alcanzado la titularidad en 1931 de la cátedra Arqueología Americana. A su vez, en el año 1930 es nombrado Director Interino del Museo Etnográfico; y en 1938 es designado Director del Museo Etnográfico, sucediendo a Félix Outes, hasta el año 1946. Durante este periodo fue también miembro del Consejo Directivo de las facultades en las que estuvo trabajando. A su vez, entre los años 1933 y 1946 se desempeñó como docente en el Colegio Nacional de Buenos Aires.
Fue también miembro de muchas sociedades científicas, como la Academia Nacional de Bellas Artes y la Academia Nacional de Ciencias. También fue socio fundador de, por ejemplo, la Sociedad Argentina de Estudios Geográficos GÆA, la Sociedad Argentina de Antropología -de la que fue presidente en varios periodos- y la Sociedad de Americanistas. También perteneció a numerosas sociedades e instituciones científicas extranjeras, como la Societé des Americanistes de París.
Realizó gran cantidad de viajes de investigación y estudios por todo el país. Por ejemplo, en el norte, donde emprendió excavaciones en Tolombón. En la Patagonia recorrió una extensa zona del interior y la costa del norte de Santa Cruz, donde brindó la primera descripción y fotografías del sitio Piedra Museo, de gran importancia posterior para las discusiones del poblamiento de América.  
En los últimos años de su vida, realizó viajes y dictó cursos especializados en varios países vecinos, como Perú, Brasil y Chile. Durante su carrera profesional realizó gran cantidad de publicaciones de diversa índole, entre las cuales por ejemplo, obtuvo el tercer premio a la producción científica de 1931 рог su obra La vivienda natural en la región serrana de Córdoba. 
Falleció el 22 de junio de 1951 en su quinta particular ubicada en José C. Paz (Provincia de Buenos Aires). 